# Vorticizam
Vorticizam je umjetnički avangardistički pokret nastao u Engleskoj, neposredno prije 1. svjetskog rata, temeljen na futurističkim i kubističkim načelima. Glavni predstavnik vorticizma je Wyndham Lewis. Pokret je najavljen u prvom broju časopisa BLAST. U njemu je izašao manifest vorticizma i odbijanje likovnih pejzaža i slikanje golih osoba, a umjesto toga treba težiti geometrijskom stilu težeći k apstraktnom.